# Peter McCloy
Peter McCloy (nascido em 16 de novembro de 1946 em Girvan)  foi um goleiro de futebol que jogou principalmente no Motherwell e no Rangers. Ele foi membro da equipe do Rangers que ganhou a Taça dos Clubes Vencedores da Taças de 1972 e foi o goleiro titular dos Rangers para a maioria dos seus jogos em seus 16 anos no clube. 

## Carreira

### Clubes
McCloy, é filho de um ex-futebolista profissional que jogou no St Mirren. Ele ingressou no Motherwell em 1964. Ele permaneceu lá por seis temporadas antes de se juntar ao Rangers em uma troca de jogadores entre os dois clubes em 1970. 
No Ibrox Stadium, ele foi apelidado de "The Girvan Lighthouse", devido a seu local de nascimento e a sua altura. Ele jogou para três diferentes treinadores no de Rangers: Willie Waddell, Jock Wallace (em suas ambas passagens como treinador) e John Greig. 
Ele ganhou vários trófeus em a carreira no Rangers: dois títulos da Liga Escocesa, quatro Copas da Liga Escocesa, quatro Copas Escocesas e o único troféu europeu dos Rangers, a Taça dos Clubes Vencedores da Taças de 1972. Ele foi um dos cinco jogadores que jogou em todos os jogos na campanha, ao lado Sandy Jardine, Willie Mathieson, Alex MacDonald e Colin Stein.
Ao todo ele fez 535 jogos por todas as competições no Rangers.
Depois de se aposentar como jogador em 1986, McCloy começou a trabalhar como treinador de goleiro, em primeiro lugar durante o periodo que Graeme Souness foi treinador do Rangers, até 1988. Depois, ele passou a trabalhar com vários clubes e goleiros, incluindo Andy Goram e Jim Leighton. 

### Seleção
McCloy representou a Seleção Escocesa de Futebol no nível amador e na primeira equipe em quatro ocasiões. 